# Spiridion modricensis
Spiridion modricensis är en ringmaskart som först beskrevs av Hrabe 1973.  Spiridion modricensis ingår i släktet Spiridion och familjen glattmaskar. Arten är reproducerande i Sverige. Inga underarter finns listade i Catalogue of Life.